# Komoren-Höhlenflughund

Verbreitungsgebiet nordwestlich von Madagaskar

Der Komoren-Höhlenflughund (Rousettus obliviosus) ist ein auf den Komoren endemisches Fledertier in der Familie der Flughunde. Einzelne Abhandlungen in den 1990er Jahren zählten die Population als Unterart des Madagaskar-Höhlenflughundes (Rousettus madagascariensis).
Der Komorenflughund (Pteropus livingstonii) zählt zu einer anderen Gattung.

## Merkmale
Die Art ist kleiner als der Nilflughund (Rousettus aegyptiacus) und entspricht ungefähr dem Madagaskar-Höhlenflughund in der Statur. Abweichend von letzterem sind Schädelmerkmale vorhanden, die diesen robuster machen. Die Individuen sind ohne Schwanz 121 bis 142 mm lang, die Schwanzlänge liegt bei 14 bis 25 mm, die Unterarme erreichen 70 bis 78 mm Länge und das Gewicht liegt bei 42 bis 73 g. Es kommen 13 bis 17 mm lange Hinterfüße und 15 bis 18 mm lange Ohren vor. Das Fell hat durchgängig eine helle graubraune Färbung. Wie bei allen Vertretern der Gattung Höhlenflughunde sind Flügel und Schwanzflughaut deutlich dunkler. Von den Querwülsten auf dem Gaumen liegt einer hinter der Zahnreihe.

## Verbreitung
Die Art lebt auf dem Archipel der Komoren und fehlt nur auf Mayotte. Sie hält sich im Flach- und Bergland bis 1800 Meter Höhe auf. Der Komoren-Höhlenflughund bewohnte die ursprünglichen feuchten Tropenwälder der Inselgruppe. Nachdem ein Großteil dieser abgeholzt wurde und durch Obstplantagen und andere Kulturlandschaften ersetzt wurde, besucht er notgedrungen diese.

## Lebensweise
Dieser nachtaktive Flughund ruht am Tage in Höhlen oder in größeren Felsspalten. Der Eingang zu diesem liegt meist hinter einem scharfkantigen Lavafeld oder hinter Wasserfällen. Die Art beginnt ihre Ausflüge etwa bei Sonnenuntergang und kehrt in der zeitigen Morgendämmerung zurück. Im Versteck bilden sich mittelgroße Gruppen mit etwa 50 Mitgliedern oder große Kolonien, die aus bis zu 4.000 Exemplaren bestehen können. Die Strecke von 40 bis 80 km zwischen den verschiedenen Inseln scheinen sie gut überbrücken zu können, da zwischen den Populationen keine genetischen Differenzen festgestellt wurden. Das Fehlen auf Mayotte beruht vermutlich auf ungeeigneten Höhlen auf dieser Insel. Die Nahrung besteht vorwiegend aus Früchten, die mit Blumen, Pollen und jungen Blättern komplettiert werden. Oft werden Feigen, Früchte der Gattung Gambeya (Sapotengewächse), der Gattung Anthocleista und eingeführte Früchte wie Papaya, Banane, Jackfrüchte und Kapokbaumfrüchte gefressen.
Soweit bekannt, findet die Fortpflanzung in der Regenzeit zwischen Oktober und April statt. Für die Gattung ist ein Neugeborenes pro Wurf üblich.

## Gefährdung
Die beschriebenen Landschaftsveränderungen haben diesen Flughund über mehrere Jahrhunderte negativ beeinflusst. Gegenwärtig stellen Störungen am Ruheplatz die größte Bedrohung dar. Der Komoren-Höhlenflughund ist in einigen Höhlen recht zahlreich, doch die genaue Populationsgröße ist nicht bekannt. Die IUCN listet die Art als gefährdet (vulnerable).